# Кизилтобинський сільський округ
Кизилтоби́нський сільський округ (каз. Қызылтөбе ауылдық округі, рос. Кызылтобинский сельский округ) — адміністративна одиниця у складі Мунайлинського району Мангистауської області Казахстану. Адміністративний центр — село Кизилтобе.
Сільський округ був утворений у період 1999-2007 років. 2008 року до складу сільського округу була включена територія дачних товариств Геолог та Южне. 2011 року із частини округа був утворений Батирський сільський округ.
Населення — 25290 осіб (2021; 15987 у 2009).

## Склад
До складу округу входять такі населені пункти:
| Населений пункт | Населення, осіб (1989) | Населення, осіб (1999) | Населення, осіб (2009) | Населення, осіб (2021) |
| --------------- | ---------------------- | ---------------------- | ---------------------- | ---------------------- |
| Бірлік, село    | -                      | -                      | 830                    | 102                    |
| Кизилтобе, село | -                      | -                      | 15157                  | 25188                  |